# Presumed Innocent (série de televisão)
Presumed Innocent (bra: Acima de Qualquer Suspeita; prt: Presumível Inocente) é uma série de suspense norte-americana lançada em 2024 pela Apple TV+. A série foi produzida por David E. Kelley baseada no livro de Scott Turrow (1987), que já havia sido adaptada para o cinema sob o título Presumed Innocent, em 1990 com Harrison Ford como protagonista. Em 12 de julho de 2024, a Apple TV+ renovou a série para uma segunda temporada.

## Premissa
Um assassinato brutal em Chicago movimenta a promotoria pública com a divulgação de que o promotor de justiça responsável por conduzir a investigação estava romanticamente envolvido com a vítima, tornando-se o principal suspeito do crime.

## Elenco

### Principal
- Jake Gyllenhaal como Rusty Sabich
- Ruth Negga como Barbara Sabich
- Bill Camp como Raymond Horgan
- O-T Fagbenle como Nico Della Guardia
- Chase Infiniti como Jaden Sabich
- Nana Mensah como Det. Alana Rodriguez
- Renate Reinsve como Carolyn Polhemus
- Peter Sarsgaard como Tommy Molto
- Kingston Rumi Southwick como Kyle Sabich
- Elizabeth Marvel como Lorraine Horgan

### Recorrente
- Lily Rabe como Dra. Liz Rush
- James Hiroyuki Liao como Herbert Kumagai
- Virginia Kull como Eugenia
- Matthew Alan como Dalton Caldwell
- Tate Birchmore como Michael Caldwell
- Noma Dumezweni as Juíza Lyttle
- Gabby Beans como Mya

### Convidado
- Mark Harelik como Liam Reynolds
- Rosanna Arquette como Kate
- Sarunas J. Jackson como Clifton
- Marco Rodríguez como Brian Ratzer

## Episódios

### 1.ª temporada (2024)
| N.º na série | N.º na temp. | Título                                         | Dirigido por  | Escrito por                                  | Lançamento          |
| ------------ | ------------ | ---------------------------------------------- | ------------- | -------------------------------------------- | ------------------- |
| 1            | 1            | "Bases Loaded"                                 | Anne Sewitsky | David E. Kelley                              | 12 de junho de 2024 |
| 2            | 2            | "People vs. Rozat Sabich"                      | Anne Sewitsky | David E. Kelley                              | 12 de junho de 2024 |
| 3            | 3            | "Discovery" "Miki Johnson and David E. Kelley" | Greg Yaitanes | ASA                                          | 19 de junho de 2024 |
| 4            | 4            | "The Burden"                                   | Greg Yaitanes | Sharr White & David E. Kelley                | 26 de junho de 2024 |
| 5            | 5            | "Pregame"                                      | Greg Yaitanes | David E. Kelley & Sharr White & Miki Johnson | 3 de julho de 2024  |
| 6            | 6            | "The Elements"                                 | Greg Yaitanes | Sharr White & Miki Johnson                   | 10 de julho de 2024 |
| 7            | 7            | "The Witness"                                  | Greg Yaitanes | Sharr White & Miki Johnson & David E. Kelley | 17 de julho de 2024 |
| 8            | 8            | "The Verdict"                                  | ASA           | ASA                                          | 24 de julho de 2024 |

## Produção
Foi anunciado em fevereiro de 2022 que a Apple TV+ havia encomendado uma adaptação em minissérie de oito episódios do romance Presumed Innocent de Scott Turow, criado por David E. Kelley, que também produziria ao lado de Dustin Thomason, J. J. Abrams, Ben Stephenson e Matthew Tinker. Kelley também atuou como showrunner. Em dezembro, Jake Gyllenhaal entrou em negociações como ator e produtor executivo. Ele foi confirmado janeiro de 2023, com Ruth Negga, Bill Camp e Elizabeth Marvel se juntando ao elenco. Greg Yaitanes e Anne Sewitsky foram contratados para dirigir. Em fevereiro, Renate Reinsve, Peter Sarsgaard, O-T Fagbenle, Lily Rabe e Nana Mensah entraram para o elenco. Noma Dumezweni, Gabby Beans e Sarunas J. Jackson se juntou ao elenco em março.
As filmagens começaram em fevereiro de 2023 em Pasadena, Califórnia.

## Recepção
O agregador Rotten Tomatoes classifica a série com 76% de avaliações positivas baseado em 67 crítica publicadas. O Globo definiu a séria como "boa", "mas sem nenhuma surpresa", enquanto o Estado de S. Paulo aponta que Hollywood "perdeu a mão" com seus remakes, citando a série como parte da "crise criativa" da industria cultural americana.